# Gödel, Escher, Bach: un'eterna ghirlanda brillante
(Douglas Hofstadter)
Gödel, Escher, Bach: un'eterna ghirlanda brillante, talvolta abbreviato in GEB, è un celebre saggio di Douglas Hofstadter, pubblicato la prima volta nel 1979 per Basic Books e vincitore di un Premio Pulitzer. Una nuova prefazione scritta da Hofstadter ha caratterizzato una ristampa altrimenti invariata nel ventesimo anniversario (ISBN 0-465-02656-7) pubblicata nel 1999. Il libro ha come sottotitolo Una fuga metaforica su menti e macchine nello spirito di Lewis Carroll. Attraverso l'illustrazione e l'analisi, il libro parla di come, attraverso le regole formali, i sistemi su diversi livelli possano acquisire un significato pur essendo fatti di elementi "privi di significato". La discussione si articola sul significato di comunicare, su come la conoscenza può essere rappresentata e archiviata, i metodi e i limiti della rappresentazione simbolica, e anche la nozione fondamentale di "significato" stesso.
In risposta alla confusione sul tema del libro, Hofstadter ha sottolineato che in GEB non si indaga sulle relazioni di matematica, arte e musica, ma piuttosto sui meccanismi di come la conoscenza emerga dai meccanismi neurologici nascosti. Un punto nel libro presenta un'analogia su come i singoli neuroni nel cervello si coordinano per creare un senso unificato di mente coerente paragonandolo con l'organizzazione sociale mostrata in una colonia di formiche.

## Descrizione
A un primo livello di lettura vi è l'intreccio delle opere creative del logico Kurt Gödel, dell'artista Maurits Cornelis Escher e del compositore Johann Sebastian Bach.
Il tema centrale del libro è più astratto. Hofstadter si chiede: «Le parole e i pensieri seguono regole formali o no?». Nella prefazione all'edizione del ventesimo anniversario, Hofstadter si lamenta di come il suo libro sia stato frainteso e visto come un guazzabuglio di idee simpatiche ma privo di tema centrale e ha affermato: «GEB è un tentativo molto personale di mostrare come entità animate possano derivare da materia inanimata. Che cosa è l'"io", come una personalità possa fuoriuscire anche dalle cose talmente spersonalizzate come una pietra o il fango?».
Il volume può essere letto almeno su due livelli di profondità. Ad analisi logico-matematiche dal taglio originale e creativo, ma molto rigoroso, si alternano capitoli di dialogo tra due personaggi immaginari, Achille e la tartaruga che con i loro approcci analitici molto immediati introducono al tema di volta in volta in esame, nella ricerca di un filo logico che unisca le idee, le opere e il sentire dei protagonisti del saggio.
Attraverso illustrazioni e analisi Hofstadter discute di come l'autoreferenza e le regole formali permettano ai sistemi di acquisire significato nonostante siano composti da elementi "insignificanti". Discute anche cosa significhi comunicare, di come la conoscenza possa essere rappresentata e conservata, dei metodi e dei limiti della rappresentazione simbolica e anche la nozione fondamentale dello stesso "significato".
In I Am a Strange Loop (titolo italiano Anelli nell'io), Hoftstadter ha sottolineato che GEB non parla di matematica, arte e musica ma piuttosto di come la conoscenza e il pensiero emergono da meccanismi neurologici ben nascosti. Nel libro paragona i neuroni del cervello di una persona, che si coordinano per creare un senso unico di una mente coerente, all'organizzazione sociale mostrata in una colonia di formiche.

## Struttura
GEB ha la forma di un intreccio di varie narrazioni. I capitoli principali si alternano a dialoghi fra personaggi immaginari ispirati all'opera Che cosa disse la tartaruga ad Achille (in riferimento al paradosso di Zenone) di Carroll nella quale Achille e la tartaruga discutono di un paradosso connesso con il modus ponens. Hofstadter basa gli altri dialoghi su questo, introducendo a volte nuovi personaggi come il Granchio, il Genio e altri. Queste narrazioni spesso cadono nell'autoreferenza e nel metaromanzo.
Anche i giochi di parole sono molto usati all'interno del libro. Questi sono spesso usati per collegare idee come the Magnificrab, Indeed con il Magnificat in D, tradotto in italiano con Magnifigranc in REaltà (la nota Re, nella notazione in uso nei paesi di lingua inglese e tedesca, corrisponde alla nota D); il dialogo Piccolo labirinto armonico contiene una storia che parla di geni (dall'arabo Jinn) e tonici che è perciò intitolata Geni & Tonic con chiaro riferimento al gin tonic.
Un dialogo fra Achille e la tartaruga è scritto nella forma di un canone cancrizzante in cui ciascuna battuta prima del punto centrale corrisponde ad un'altra identica battuta (dell'altro personaggio) dopo il punto centrale. Questa particolare conversazione è resa possibile dall'utilizzo di frasi comuni che possono indicare saluto o congedo ("Buongiorno") e dal posizionamento delle battute che, a un esame accurato, possono fungere da risposta alle domande che precedono e seguono.

## Temi
In GEB sono presenti molti oggetti e idee che parlano o si riferiscono a se stessi (si vedano autoreferenza e algoritmo ricorsivo). Per esempio, l'aritmetica tipografica viene usata per dare una spiegazione del teorema di incompletezza di Gödel, attraverso l'autoreferenza. Ci sono anche giradischi che si distruggono se riproducono la canzone "Non posso essere suonata dal giradischi X" (in analogia al teorema di incompletezza di Gödel), un esame della forma del canone in musica e una discussione sulla litografia Mani che disegnano di Escher, in cui due mani si disegnano a vicenda. Per descrivere questi oggetti autoreferenti Hofstadter ha inventato l'espressione "strani anelli", concetto poi analizzato meglio nel libro Anelli nell'io.
Per evitare molte delle contraddizioni logiche presenti negli oggetti autoreferenti, Hofstadter utilizza i kōan Zen. Egli prova a mostrare ai lettori come percepire la realtà al di là dei normali confini delle loro esperienze personali e accettare domande paradossali rifiutando la premessa. Inoltre fa vedere come l'autoreferenzialità può portare, nel caso dei teoremi di Henkin e Tarski, a definizioni di verità e completezza, e ipotizza che proprio dall'autoreferenzialità possa emergere la coscienza.
GEB discute anche delle "pile", nel dialogo Piccolo labirinto armonico in cui Achille e la tartaruga fanno uso di tonici che si chiamano "push" e "pop". L'entrata in un disegno in un libro è un "push", un'ulteriore entrata in un altro disegno comporta un doppio "push", mentre il "pop" è l'uscita dal precedente livello di realtà. La tartaruga racconta che un suo amico una volta effettuò un "pop" mentre si trovava nel suo effettivo livello di realtà e dopo di ciò non si sono avute più notizie di lui; ciò fa nascere la domanda "L'amico ha smesso semplicemente di esistere o ha raggiunto un livello di realtà superiore?". Oppure, poiché il lettore ha effettuato un "push" nel mondo di Achille e la tartaruga, l'amico è salito allo stesso livello di realtà in cui vive il lettore? I capitoli seguenti parlano dei principi della logica, proposizioni autoreferenti, sistemi ed anche programmazione.
Un esempio noto di autoreferenza è il richiamo bibliografico ad un libro isomorfo, scritto da Egbert B. Gebstadter ed intitolato Rame, argento, oro: una indistruttibile lega metallica. La definizione di "impressionante guazzabuglio" è probabilmente di Quine, uno dei recensori del libro di Hofstadter, mentre il riferimento a Tristram Shandy è stato inserito nella seconda ristampa ed è ripreso dall'articolo del The New York Times dedicato all'opera.

## Giochi di parole
Il libro è pieno di enigmi, come il puzzle MU di Hofstadter. Ad esempio, il capitolo intitolato Contracrostipunctus combina le parole acrostico e contrappunto (contrappunto). In un dialogo tra Achille e la tartaruga, l'autore suggerisce che c'è un acrostico contrappunto nel capitolo che rimanda sia all'autore (Hofstadter) che a Bach. Questo può essere trovato prendendo la prima parola di ogni paragrafo, per rivelare: Hofstadter's Contracrostipunctus Acrostically Backwards Spells 'J. S. Bach'. Il secondo acrostico si trova prendendo le prime lettere del primo (in grassetto) e leggendole all'indietro per ottenere "J.S. Bach".
I giochi di parole hanno un posto di rilievo nel libro. Questi elementi sono occasionalmente usati per connettere idee, come "il Magnificrab, Indeed" per il Magnificat di Bach in Re ; "SHRDLU, Toy of Man's Designing" che rimanda a Jesus, Joy of Man's Desiring di Bach; la "Teoria dei Numeri Tipografici", o "TNT", che provoca un'esplosione quando tenta di fare dichiarazioni su se stessa.
Un dialogo contiene una storia su un genio (dall'arabo "Djinn") e vari "tonici" (sia delle varietà liquide che musicali), che si intitola "Djinn and Tonic".

## Edizioni
- Douglas Hofstadter, Gödel, Escher, Bach: un'Eterna Ghirlanda Brillante, a cura di Giuseppe Trautteur, collana Biblioteca Scientifica, traduzione di Barbara Veit - Giuseppe Longo, Giuseppe Trautteur - Settimo Termini, Bruno Garofalo, Adelphi, 1984,  p. 852, ISBN 0-465-02656-7.